# Benátky (Ždírec nad Doubravou)
Benátky (německy Benatek) jsou vesnice, část města Ždírce nad Doubravou v okrese Havlíčkův Brod. Nacházejí se asi 3 km severovýchodně od Ždírce. Benátky leží v katastrálním území Benátky u Ždírce nad Doubravou o výměře 1,64 km2.

## Název
Název se vyvíjel od varianty Benatky (1650, 1654, 1787). Místní jméno je pravděpodobně odvozeno od italských Benátek a lidem, kteří místo pojmenovali, asi blízkost vodních toků připomínala ty italské.

## Historie
První písemná zmínka o obci pochází z roku 1650.
V Benátkách bývaly dva hostince, ve kterých byly zároveň prodejny nejnutnějšího zboží a potřeb. V obci bylo několik tkalcovských faktorů, později zde byly postaveny tři menší tkalcovny. Ty byly později združstevněny a provozovatelem se stalo družstvo VZOR Ždírec. Od roku 1931 zde byla nákladní autodoprava. Velmi známé bylo Jandovo kapelnictví, jehož muzikanti vyhrávali spolu s Jandovou kapelou z Kohoutova na všech bálech a pohřbech v okolí.
Územněsprávně byly Benátky v letech 1869–1950 vedeny jako obec v okrese Chotěboř, jako část města Ždírce nad Doubravou pak od roku 1961.
| Rok            | 1869 | 1880 | 1890 | 1900 | 1910 | 1921 | 1930 | 1950 | 1961 | 1970 | 1980 | 1991 | 2001 |
| -------------- | ---- | ---- | ---- | ---- | ---- | ---- | ---- | ---- | ---- | ---- | ---- | ---- | ---- |
| Počet obyvatel | 329  | 336  | 360  | 361  | 376  | 337  | 332  | 281  | 289  | 263  | 205  | 170  | 170  |